# Мемориальный мост «Золотая Звезда»
Мемориальный мост «Золотая Звезда» (англ. Gold Star Memorial Bridge) — автодорожный мост (пара параллельных мостовых сооружений) со сквозными стальными фермами через реку Темс, впадающую в пролив Лонг-Айленд, близ устья реки, на юго-востоке штата Коннектикут в США, недалеко от границы штата с Род-Айлендом. Мостовые сооружения построены в 1943 и 1973 годах. Мост является крупнейшим сооружением в штате. Мост пересекают межштатная автомагистраль I-95 и шоссе US 1, проходящие по восточному побережью США в направлении с севера на юг. Общее число полос — 11, из них 5 — в направлении на юг. Мост в направлении на юг имеет тротуар с велосипедной дорожкой.
Мостовые сооружения имеют 11 пролётов каждый. Длина мостовых сооружений — 1808 и 1941 м. Ширина каждого мостового сооружения — 24,4 м, зазор между ними — 41,1 м.
Мост расположен между городами Нью-Лондон и Гротон. В Нью-Лондоне расположены два колледжа, Академия береговой охраны США, а в Гротоне — основная база подводных лодок ВМС США на восточном побережье.
По оценкам, каждый день по мосту проезжает около 60 000 автомобилей в каждом направлении.
Южнее расположен вертикально-подъёмный железнодорожный мост компании Amtrak.

## Предыстория

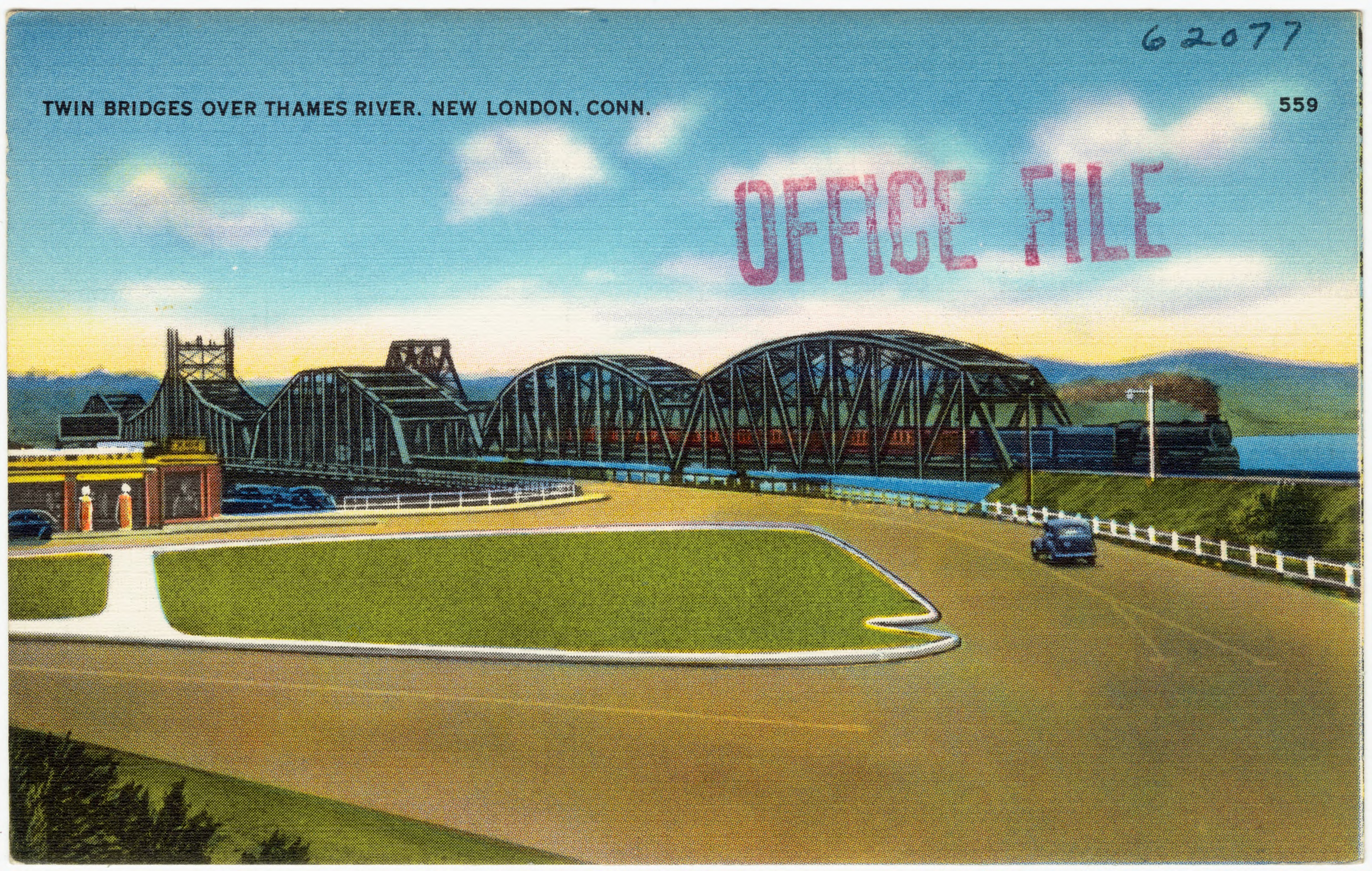
Почтовая открытка с видом из города Гротон на автодорожный мост (слева) и Мост через реку Темс (Amtrak) (справа) через реку Темс

В 1889 году был построен разводной железнодорожный мост через реку Темс между городами Нью-Лондон и Гротон, ставший частью железной дороги по восточному побережью, соединяющей города Нью-Йорк в одноимённом штате и Бостон в штате Массачусетс.
В 1919 году севернее построен новый разводной железнодорожный мост. По старому мосту организовано движение автомобилей и он стал частью шоссе US 1. С 1923 по 1928 год по мосту осуществлялось движение автомобилей и трамваев. Мост был демонтирован после открытия Мемориального моста «Золотая Звезда».

## История

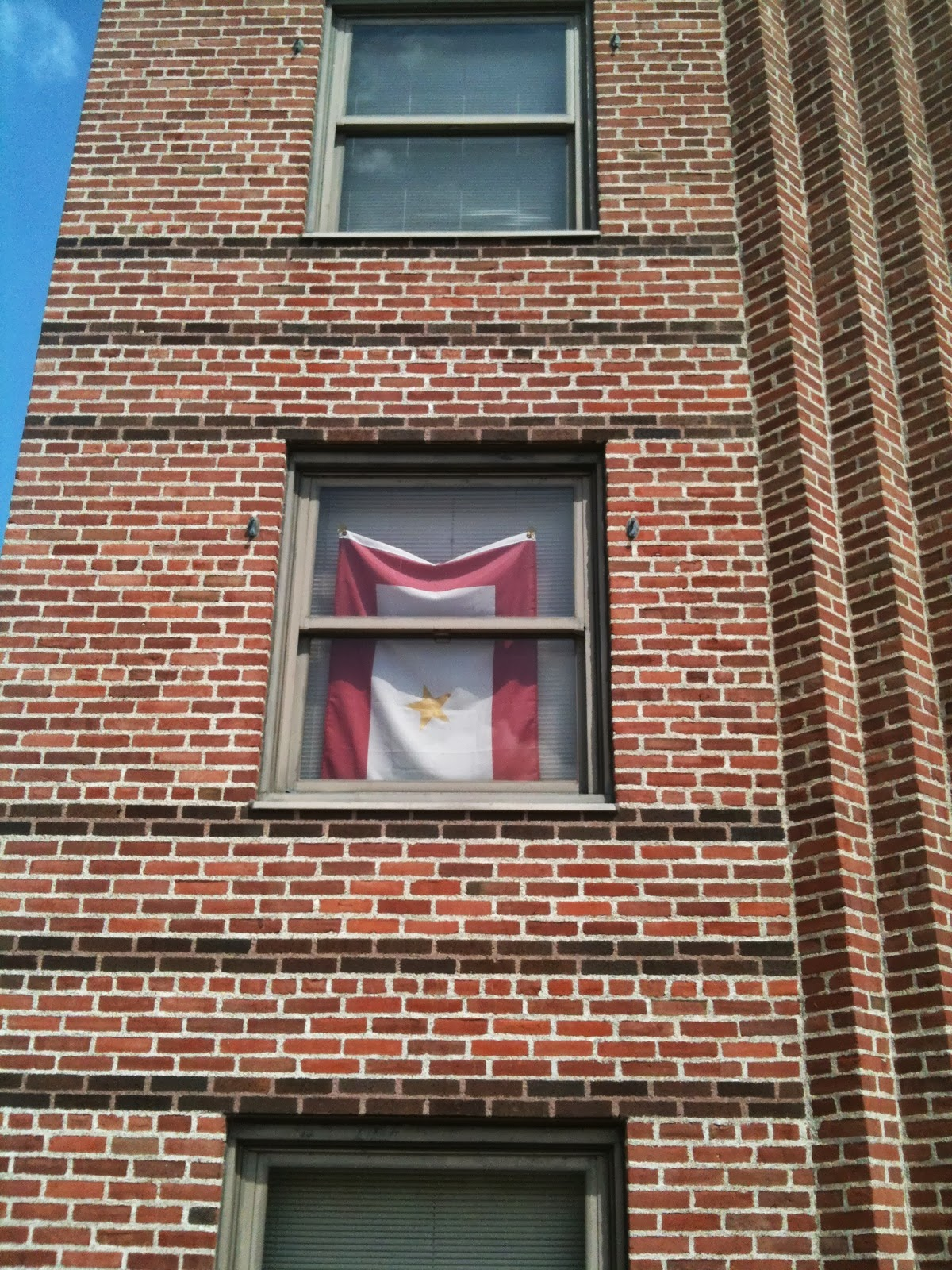
Флаг «Золотая Звезда» в окне Техасского университета A&M

Первое мостовое сооружение построено в 1943 году. Изначально по нему движение было в обоих направлениях. Мост был часть короткой автомагистрали, соединяющей города Нью-Лондон и Гротон и призван был заменить предыдущий мост, по которому проходило шоссе US 1. В 1951 году он получил название Мемориальный мост «Золотая Звезда» в память о военнослужащих из Гротона, Нью-Лондона и Уотерфорда, погибших на Первой мировой войне, Второй мировой войне и Корейской войне. Символ «Золотая Звезда» традиционно имеют право использовать члены семей военнослужащих, погибших на войне.
В 1958 году мост стал частью межштатной автомагистрали I-95.
В 1973 году завершено строительство второго мостового сооружения. После его строительства, по первому мостовому сооружению было организовано одностороннее движение в направлении на север.

## Происшествия

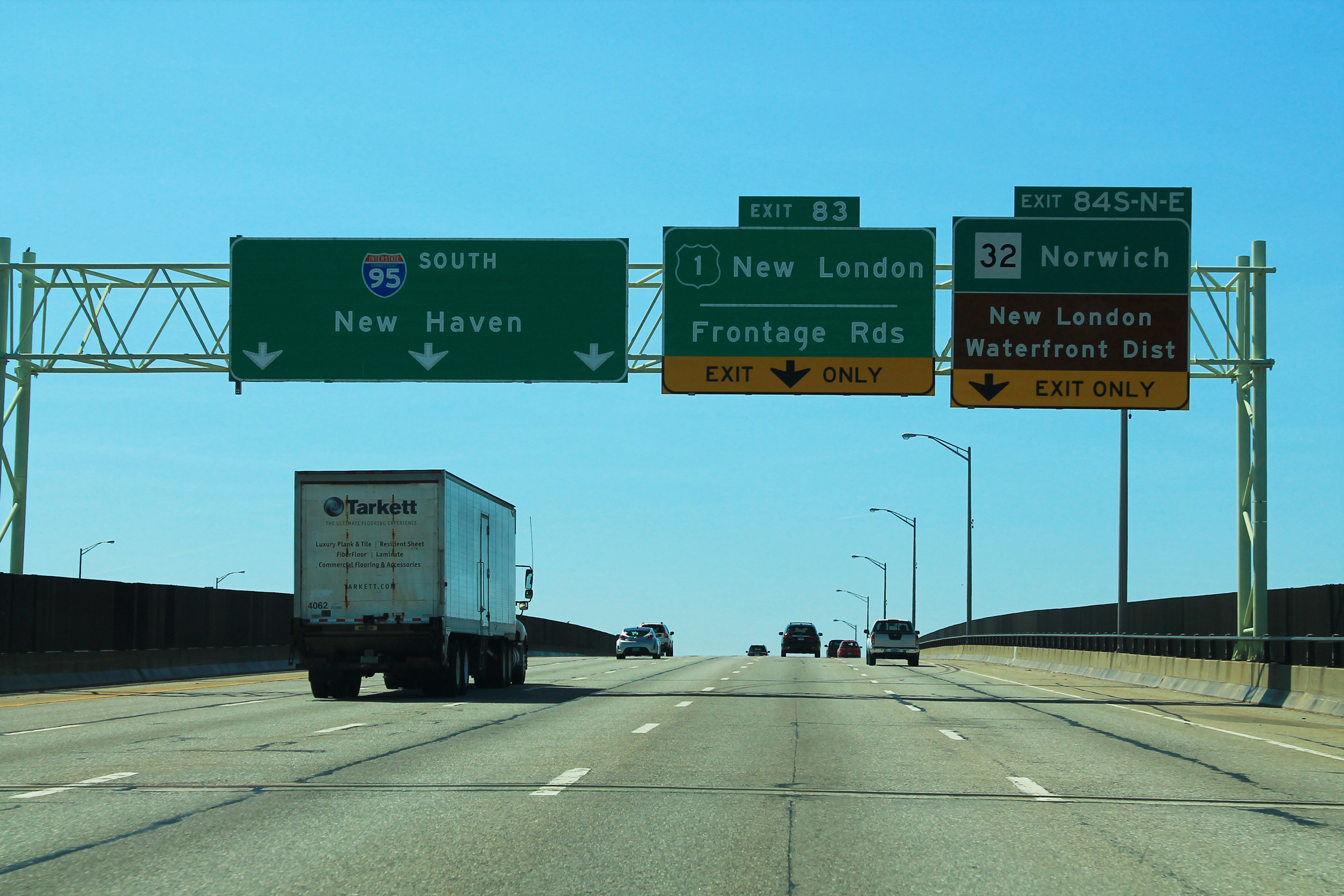
Мост в южном направлении

Утром в пятницу, 21 апреля 2023 года в Гротоне на мосту в южном направлении загорелся бензовоз компании McCarthy Heating Oil Service из Уотерфорда, перевозивший топочный мазут. Возникший в результате пожар охватил также здания под мостом в Гротоне. Есть пострадавшие. Погиб один человек — водитель бензовоза, 42-летний отец четверых детей Уолли Фоке (Wallace Fauquet III) из Стонингтона, ещё двое были доставлены в больницу с травмами, полученными в результате взрыва. 
Инициирующим событием, запустившим эту цепь событий, стал взрыв покрышки легкового автомобиля, в результате чего автомобиль столкнулся с бензовозом. Бензовоз опрокинулся, при этом вылилось около 2200 галлонов (8 тыс. л) печного мазута с моста в реку Темс, и загорелся.
Движение по железнодорожному мосту компании Amtrak было возобновлено с задержкой 30 минут.
Мост был закрыт в обоих направлениях часть дня, днём движение восстановлено на мосту в северном направлении. После 18:00 восстановлено движение по двум полосам моста в южном направлении. После ремонтных работ по восстановлению ограждения, продолжавшихся всю ночь, утром следующего дня восстановлено движение по остальным полосам. Полоса разгона, обочина и тротуар останутся закрытыми в обозримом будущем.
Для ограничения распространения мазута на реке Темс установлены боновые заграждения.

Мемориальный мост «Золотая Звезда» по почтовых открытках 1943 года
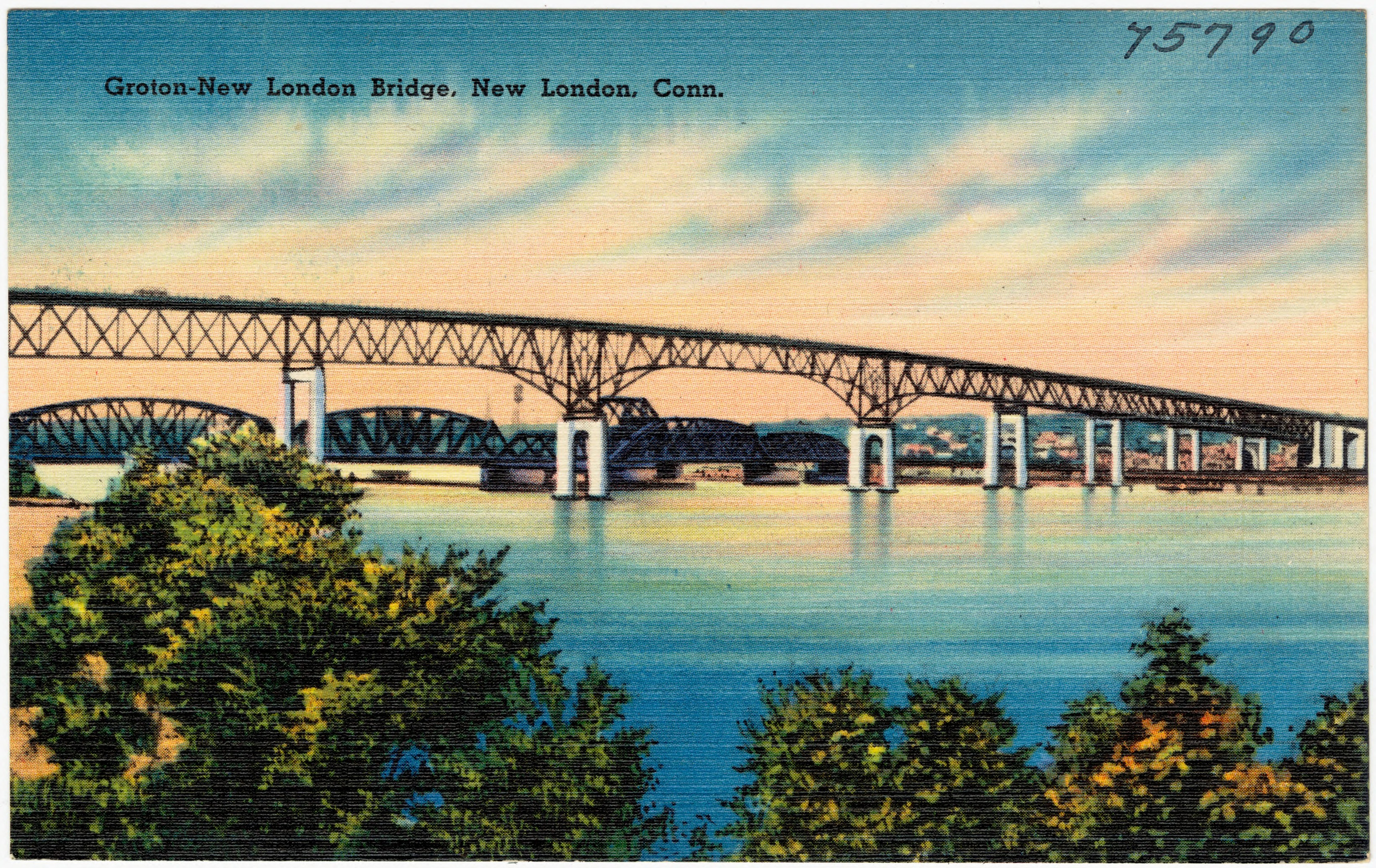
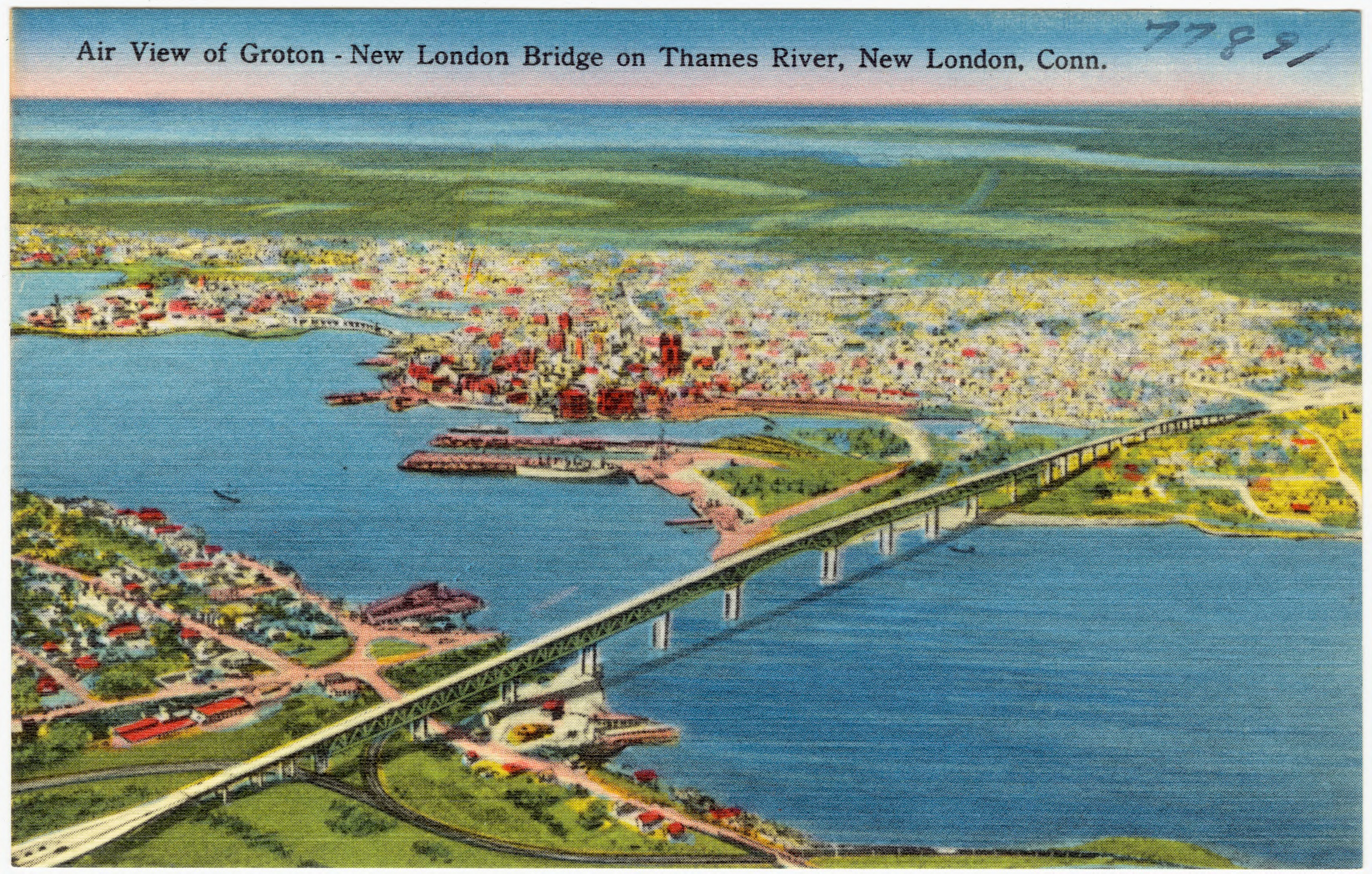
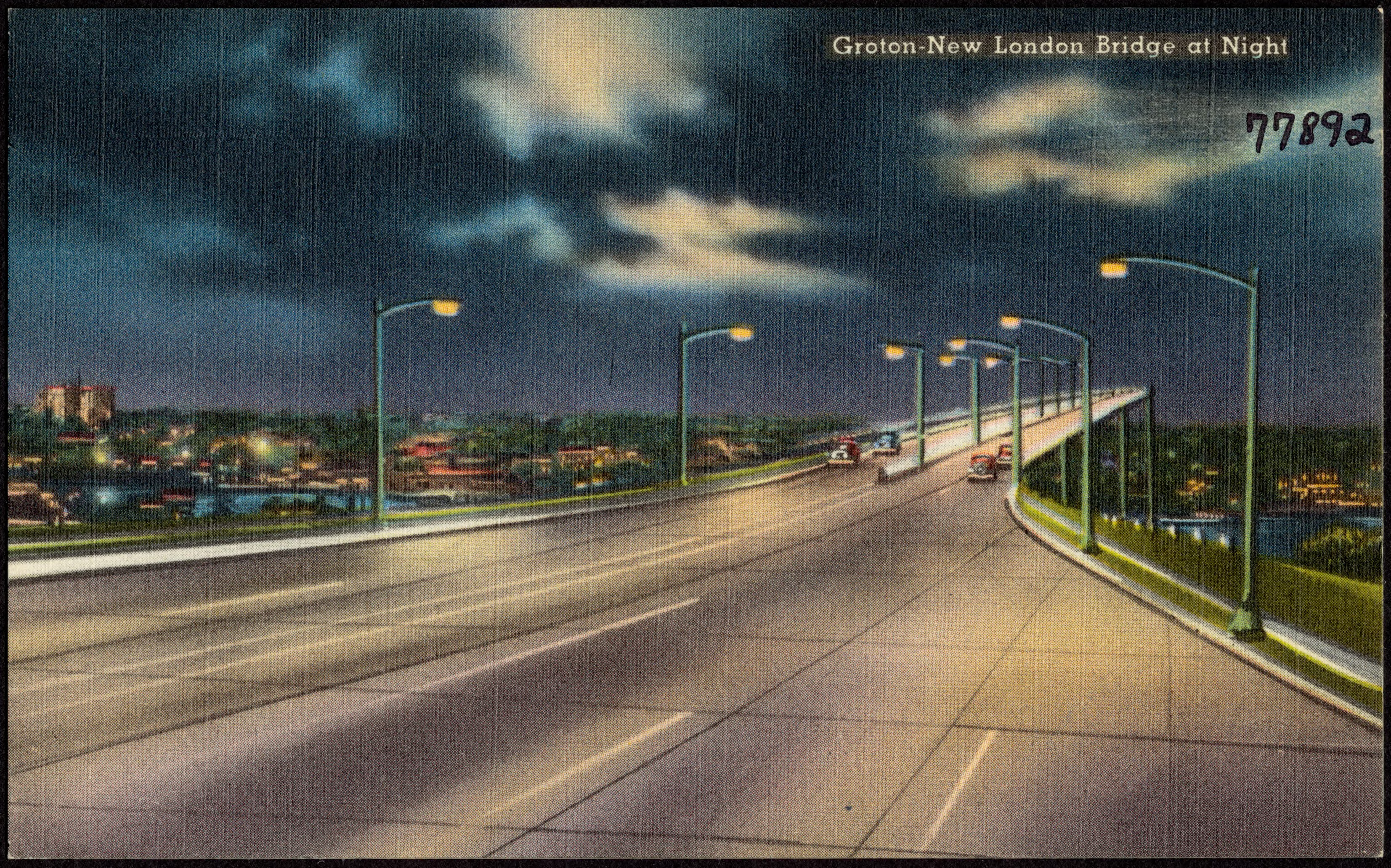